# Lizardo Estrada Herrera
Lizardo Estrada Herrera (ur. 23 września 1973 w Cotabambas) – peruwiański duchowny katolicki, augustianin, biskup pomocniczy Cuzco od 2021.

## Życiorys

### Prezbiterat
Święcenia kapłańskie otrzymał 7 sierpnia 2005 w zakonie augustianów. Był związany przede wszystkim z klasztorem w Cuzco, gdzie pełnił funkcje m.in. wikariusza i proboszcza parafii św. Rity oraz przełożonego konwentu. Był też wykładowcą seminarium archidiecezji Cuzco oraz wikariusza biskupiego ds. życia konsekrowanego. W 2018 został wikariuszem biskupim archidiecezji Trujillo i przewodniczącym federacji klasztorów augustiańskich na terenie Peru.

### Episkopat
9 stycznia 2021 papież Franciszek mianował go biskupem pomocniczym Cuzco ze stolicą tytularną Ausuccura. Sakry udzielił mu 24 lutego 2021 arcybiskup Richard Daniel Alarcón Urrutia. Od stycznia do sierpnia 2023 był sekretarzem generalnym Konferencji Episkopatu Peru. W maju 2023 został wybrany na sekretarza generalnego Rady Biskupów Ameryki Łacińskiej (CELAM).